# Rafaël Rubbrecht
Rafaël Rubbrecht (Roesbrugge-Haringe, 21 februari 1874 - Brugge, 29 januari 1955) was een Belgisch arts, gespecialiseerd in oogheelkunde.

## Levensloop
Hij was een zoon van Ludovicus Rubbrecht (1837-1914) en Leona Pilet (1851-1929). Hij had vier broers en zussen, onder wie Oswald Rubbrecht (1872-1941), tandarts en hoogleraar tandheelkunde aan de Rijksuniversiteit Gent. Hij trouwde met Bertha van Oye (Torhout, 1879 - Brugge, 1969), uit de bekende Torhoutse artsenfamilie. Ze hadden een enige zoon, Jan Rubbrecht (1912-1969), rechter en hoogleraar strafrecht in Leuven.
Rafaël Rubbrecht studeerde geneeskunde aan de Rijksuniversiteit Luik en specialiseerde in oogheelkunde. Hij vestigde zich in Brugge, waar hij in 1899 de eerste arts voor oogziekten werd aan het Sint-Janshospitaal. Hij richtte ook een eigen oogkliniek op in het 'Hof van Ravestein', Molenmeers. Voor zichzelf bouwde hij een villa in de Stijn Streuvelsstraat, gelegen in het recent ontwikkelde Gezellekwartier, naar een ontwerp van architect Jozef Vierin. Het huis had veel gelijkenis met het door dezelfde architect ontworpen 'Lijsternest', gebouwd voor Stijn Streuvels.
Tot de vriendenkring van het echtpaar Rubbrecht behoorden onder meer dom Modest Van Assche, Cyriel Verschaeve en Martha Vande Walle.

## Activiteiten
Rubbrecht was, naast zijn artsenpraktijk, in verschillende zaken actief.
- Hij was mede-oprichter en bestuurder van het Guido Gezellemuseum aan de Rolweg.
- In 1935 was hij, samen met zijn broer Oswald, een van de vijftien eerste leden van de nieuw opgerichte Koninklijke Vlaamse Academie voor Geneeskunde.
- Hij was medestichter en ondervoorzitter van het werk Licht en Liefde voor onze Blinden in de Jeruzalemstraat.
- Hij stichtte in 1919 de Sint-Elisabethschool voor verpleegsters, op het Walplein. Hij bleef er actief leiding aan geven tot in 1944.

## Publicaties
- Twee voordrachten over plichtenleer, Brugge, Excelsior, 1923.
- Over verpleegkunde, Brugge, Excelsior, 1923.
- Begrippen over microben- en parasietenleer, Brugge, Excelsior, 1923.
- Over de oorzaken van blindheid, Brugge, Excelsior, 1925.
- De groote levensverschijnselen, Brugge, Excelsior, 1926.
- Begrippen over ontleedkunde en verrichtingsleer, Brugge, Excelsior, 1927 & 1931.